# I.G.T. Informationsgesellschaft Technik
Die I.G.T. Informationsgesellschaft Technik mbH ("I.G.T.-Verlag") ist ein technischer Fachverlag. Aktuell publiziert der Verlag die Fachzeitschrift „mo – Magazin für Oberflächentechnik“ mit ihrem Online-Portal.

## Geschichte
Das Unternehmen I.G.T. Informationsgesellschaft Technik mbH wurde im Jahre 1995 von Lothar Zobel gegründet. 1996 erwarb I.G.T. das in der Schweiz als Fachzeitschrift für Sicherheit ins Leben gerufenen Fachmagazin „Protector“ von der dortigen Niederlassung der WEKA-Verlagsgruppe und konzentrierte sich danach auf die Verlagstätigkeit und Herausgabe von Fachzeitschriften. 
2004 kaufte I.G.T. vom Münchner Carl Hanser Verlag die Fachzeitschrift „mo – Metalloberfläche“, heute bekannt als „mo – Magazin für Oberflächentechnik“. Die „mo“ richtet sich mit Themen aus der Oberflächenbehandlung an die Entscheider in der Produktion aus den unterschiedlichsten Bereichen der Industrie, z. B. Maschinenbau, Fahrzeugbau, chemische und kunststoffverarbeitende Industrie sowie Elektrotechnik und Elektronik. „W & S – Das Sicherheitsmagazin“ wurde zwei Jahre später, 2006, zugekauft. Der Schwerpunkt dieses Titels liegt, wie bei „Protector“, in der Sicherheitsbranche, allerdings im Bereich Sicherheitsmanagement und Wirtschaftsschutz. 2009 ging mit sicherheit.info das Online-Portal von „Protector“ für sämtliche Aspekte der Sicherheit an den Start.
Die Zeitschrift „Mechatronik“ (Eigenschreibweise: MECHATRONIK) übernahm I.G.T. im Jahr 2010 ebenfalls vom Carl Hanser Verlag. Sie wendet sich speziell an Fachleute aus den Bereichen Maschinenbau, Automatisierungstechnik, Automobilindustrie und Gerätebau.
Im März 2012 richtete der Verlag in Zusammenarbeit mit dem BVSW („Bayerischer Verband für Sicherheit in der Wirtschaft“) erstmals den seither alljährlich stattfindenden „Sicherheitsgipfel der deutschen Wirtschaft“ aus. Die Veranstaltung dient dem Austausch zu Themen der Sicherheit in Wirtschaft, Wissenschaft, Politik, Polizei und Technik.
2013 wurde das Fachmagazin „W & S“ in die Zeitschrift „Protector“ eingegliedert. „Protector“ trat anschließend als übergreifende Fachzeitschrift für Sicherheit mit dem Untertitel „Sicherheitstechnik & Wirtschaftsschutz“ auf.
Ebenfalls 2013 wurde zum ersten Mal der vom I.G.T.-Verlag ausgelobte „Protector Award“ für Sicherheitstechnik zur Prämierung von Anbietern sicherheitstechnischer Lösungen verliehen.
Anfang 2016 übernahm der I.G.T.-Verlag „Wik – Zeitschrift für die Sicherheit der Wirtschaft“ (Eigenschreibweise: WIK) von der SecuMedia Verlags GmbH. Die „Wik“ wurde ab der Ausgabe 3/2016 mit den Kernbereichen Unternehmensschutz und ASW-Nachrichten in den „Protector“ integriert. Die Zeitschrift führte daraufhin den Titel „Protector & Wik“.
Zum Jahresanfang 2017 trennten sich die Wege des I.G.T.-Verlags und der Mechatronik. Die Zeitschrift erscheint seit dem 1. Januar 2017 unter einem neuen Herausgeber. Auch für „Protector“ begann 2017 ein neues Kapitel. Seit dem 1. April 2017 wird die Zeitschrift von der Schlüterschen Verlagsgesellschaft GmbH & Co. KG herausgegeben.

## mo – Magazin für Oberflächentechnik
Die heutige „mo“ wurde 1947 als „mo – Metalloberfläche“ gegründet. Seit 2011 wird ihre Zielsetzung, die gesamte Oberflächenbranche mit Informationen aus der Oberflächenbehandlung von Metallen, Kunststoffen, Glas und Holz zu versorgen, durch die Namensänderung in „mo – Magazin für Oberflächentechnik“ deutlich gemacht.
Die „mo“ erscheint 10-mal jährlich mit Rubriken zu Nass- und Pulverlackieren, Galvanotechnik, Industrieller Plasmaoberflächentechnik, Reinigen und Vorbehandeln, Mechanischem Bearbeiten sowie Mess- und Prüftechnik. In der Regel sind davon drei Ausgaben Specials anlässlich von Messen oder zu besonderen Themen. Die Auflage liegt derzeit bei jeweils 10.050 Exemplaren. Zusätzlich informiert das Nachschlagewerk „mo Taschenbuch Oberflächentechnik“ in inzwischen dritter Auflage über alle wesentlichen Themen der Oberflächenbranche.
Die Auflage der Fachzeitschrift „mo“ wird von der „Informationsgemeinschaft zur Feststellung der Verbreitung von Werbeträgern e.V. (IVW)“ geprüft.

## Belege
1. ↑  Ein halbes Jahrhundert Sicherheit: 50 Jahre Protector. Stand: 9. Februar 2023.
2. ↑  Pressemitteilung vom 13. Januar 2016
3. ↑  Pressemitteilung 125 Jahre MECHATRONIK